# 巴音河

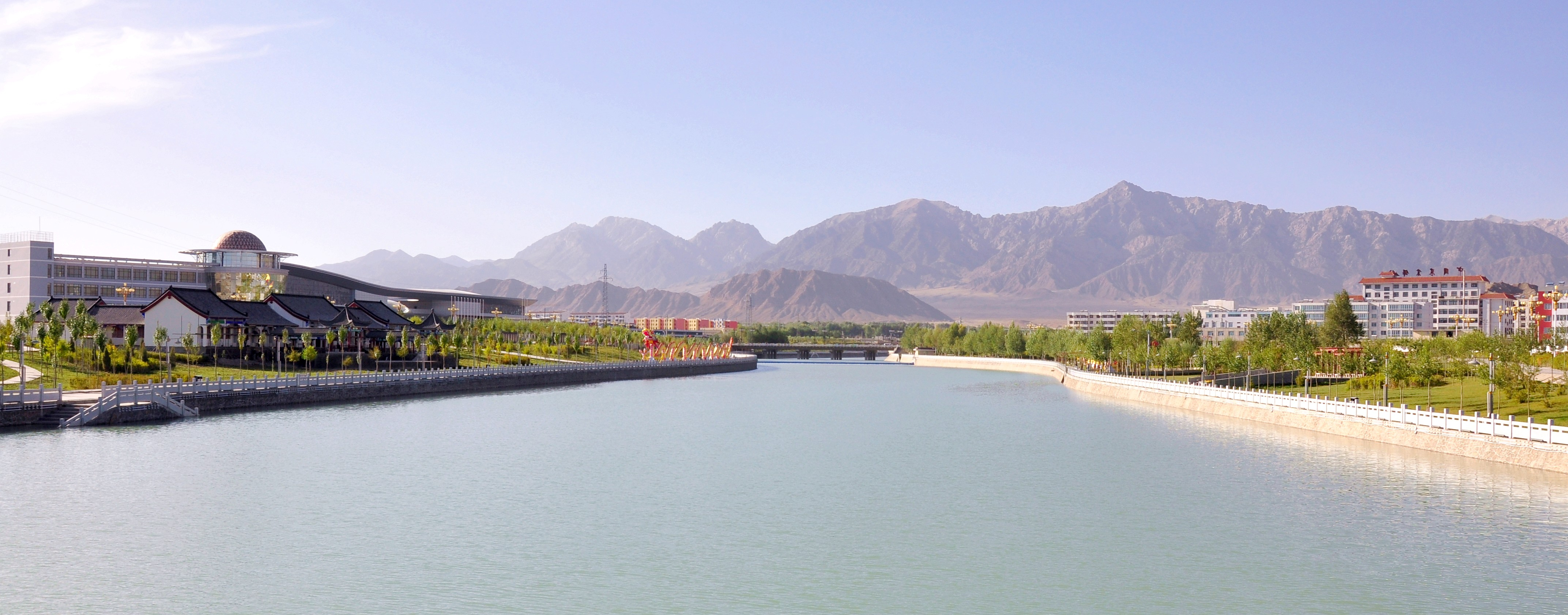
德令哈市区河段

巴音河也称巴音郭勒，位于中华人民共和国青海省柴达木盆地东北部德令哈市的一条河流，河名在蒙古语中意为“富饶的河流”。发源于德令哈市西北部喀克图蒙克山和伊克达坂山口以西约9千米的高地，源头段称乌兰哈德郭勒，河道在山谷中曲折迂回，先向东北再转东南，之后又向东流（向东流后也称阿让郭勒），至蓄集乡拜勒其尔转南流，经德令哈市区后向西流注入克鲁克湖。河长326千米，流域面积10200平方千米，河道平均比降5.85‰，年均净流量3.25亿立方米。流域地处内陆高原地区，气候干燥寒冷。干流在蓄集乡伊克拉村以上为时令河。